# Centro Formazione Meccanici
Il Centro Formazione Meccanici (CFM) è stata una "scuola di fabbrica" italiana. Creata dalla Olivetti a Ivrea nel 1935, fu attiva fino al 1967 e formò oltre 1400 operai. Nel Dopoguerra, l'Olivetti affiancò al CFM altre iniziative di formazione aziendale.

## Centro Formazione Meccanici
Il fondatore della società Olivetti, Camillo Olivetti, fin dall'inizio dell'attività, istruiva personalmente qualche decina di operai, tenendo -- anche con lezioni serali e nei giorni festivi -- un corso elementare di elettricità. Il figlio Adriano dedicò grandi cure ed energia alle formazione dei giovani operai.
"Il primo abbozzo [del CFM, ndr] fu un gruppetto di ragazzi raccolto a parte nell'officina tra il 1934-35 e addestrato sotto la guida di un solo operaio al lavoro di lima da tre a cinque mesi. I primi risultati che se ne ebbero confermarono il vantaggio di istruire gli apprendisti a parte e direttamente, anziché sottoporli alla guida di operai anziani che lo facevano di mala voglia, spesso gelosi dell'allievo".
Il Centro Formazione Meccanici fu dotato di locali propri nel corso del 1936. Fu radicalmente trasformato nel corso del 1945-46 e strutturato in un Corso Triennale di Addestramento e un Corso Biennale di Qualificazione. Gli insegnamenti erano cultura generale, cultura civica, matematica, fisica, meccanica, elettrotecnica, disegno ed esercitazioni di officina. L'accesso era per concorso molto selettivo: dei 400-500 candidati all'anno ne venivano ammessi 50-60. Gli allievi del CFM avevano diritto a una retribuzione corrispondente a circa il 10% in meno della media tra le paghe degli operai comuni della stessa età.
Negli anni Cinquanta al CFM facevano capo due corsi. Il primo, detto Corso di Qualifica aveva per obiettivo la preparazione di operai che al termine di un triennio conseguivano la qualifica ed entravano nell'Azienda come operai qualificati; ad esso poteva partecipare chi aveva conseguito una licenza post-elementare: Avviamento Industriale, Agrario, Commerciale, Scuola Media. Al secondo corso, detto Corso di Addestramento, potevano partecipare coloro che erano forniti della sola licenza elementare. Gli allievi frequentavano tre anni nelle stesse condizioni di coloro che frequentavano il Corso di Qualifica; in seguito il corso continuava e si sviluppava per altri due anni, dedicati in piccola parte allo studio e per il resto alla produzione alla quale gli allievi partecipavano come operai regolarmente assunti dalla azienda.

## Altre iniziative di formazione
Nel 1943 nacque l'Istituto Tecnico Industriale Olivetti, in origine riservato ai figli dei dipendenti e dal 1948 aperto a tutti, con ammissione per concorso, ordinato secondo i programmi ministeriali, legalmente riconosciuto e sede di esami di stato. All'Istituto erano pure ammessi ogni anno, designati dal Collegio degli insegnanti, gli allievi del CFM che avessero dimostrato particolari attitudini agli studi superiori. Conseguito il diploma di perito industriale, i migliori allievi venivano preparati dalla Scuola a sostenere gli esami di maturità per poter accedere al Politecnico di Torino e conseguirvi, a cura della Società, una laurea in ingegneria.
Un Corso di Cultura Tecnica fu istituito. Esso era aperto ad operai di una certa anzianità, in parte specializzati, in parte qualificati, in parte designati per concorso, in parte designati dalla Direzione. Dopo le prime esperienze, nel 1955 il corso prese il nome di Corso di Perfezionamento, con materie come Matematica, Fisica, Meccanica, Elettrotecnica, Tecnologia, cui si aggiungevano Elementi di Cultura Politica, Elementi di Economia, Elementi di Diritto Sindacale e di Legislazione del Lavoro, Sistemi di Retribuzione Salariale.
Nel 1967 fu creato un Istituto Tecnologico, per sostenere la conversione all'elettronica dell'Olivetti. Il corso era biennale e a tempo pieno. Vi accedevano per selezione interna alcune decine di diplomati o giovani di preparazione equivalente. L'insegnamento era di livello universitario ed affidato a docenti, anche stranieri, provenienti da Stanford, dal Massachusetts Institute of Technology e da altri centri di studio e ricerca.